# Moravská Slavia Brno
Moravská Slavia Brno ist ein tschechischer Fußballverein aus Brünn. 
Er wurde am 25. April 1906 als Fußballabteilung im Sportverein SK Moravská Slavia Brno gegründet. Die Mannschaft wurde 1912 und 1913 mährischer Meister, in den Jahren 1935/36 und 1936/37 spielte Morenda, wie der Klub unter der Bevölkerung hieß, in der 1. Tschechoslowakischen Liga. Wenige Jahre nach dem Zweiten Weltkrieg hörte der Verein auf zu existieren, 1965 wurde er wiedergegründet, erreichte aber seitdem nicht mehr die vormalige Bedeutung.

## Vereinsgeschichte
Um einer starken deutschen Minderheit in Brünn entgegenzutreten, gründeten tschechische Patrioten am 25. Oktober 1904 einen Sportklub mit dem Namen Moravská Slavia Brno. Fußball wurde auch gespielt, zur Gründung einer eigenen Abteilung kam es aber erst anderthalb Jahre später im April 1906. Das Team bestand größtenteils aus Studenten, einen eigenen Platz fand die Mannschaft erst 1908 in Žabovřesky. Vier Jahre später wurde Moravská Slavia mährischer Meister und traf im Halbfinale um die tschechische Meisterschaft auf den AC Sparta Prag, dem man 3:6 unterlag. Ein Jahr später konnte dieser Erfolg wiederholt werden, diesmal kam die Elf als Meister Mährens direkt ins Endspiel der Meisterschaft, verlor gegen Slavia Prag aber mit 0:2.
 Nach dem Ersten Weltkrieg spielte Moravská Slavia auf einem Platz in Pisárky. Es kam zu regem internationalem Kontakt, nach Brünn kamen vor allem Mannschaften aus Österreich, Schweden, der Schweiz, aber auch aus England und Frankreich. Morenda selbst unternahm zahlreiche Tourneen ins Ausland, unter anderem 1924 nach Spanien. Dort unterlagen die Mähren dem FC Barcelona mit 2:3 und dem FC Valencia mit 1:3. Gegen Real Madrid erreichte die Mannschaft ein 2:2-Remis, in einem zweiten Spiel wurde Real mit 1:0 besiegt. Auch gegen Athletic Bilbao gewannen die Brünner mit 3:1. Diese kräftezehrenden Reisen wirkten sich negativ auf die heimische Liga aus, Moravská Slavia musste beispielsweise mit der B-Mannschaft antreten oder zahlreiche Spiele am Ende einer Runde nachholen. Es dauerte bis 1928/29, ehe sich die in Anlehnung an Slavia Prag ebenfalls in rot-weiß geteilten Hemden spielende Elf erneut den Titel Mährischer Meister sicherte.
Der Tschechoslowakische Fußball war damals in ein Profi- und ein Amateurlager geteilt, Moravská Slavia hatte sich für letzteren Bereich entschieden und nahm so an der tschechoslowakischen Amateurmeisterschaft 1929 teil. In der acht Mannschaften umfassenden ersten Runde besiegte das Team den deutschen Klub DSV Brünn mit 8:0 und 3:2, im Halbfinale unterlag man dem DFC Prag mit 2:4 und 2:9. Der größte Rivale des Vereins, der SK Židenice hatte indessen sich für den Professionalismus entschieden und lief Moravská Slavia in der Folge den Rang ab. Dennoch gelang den Rot-Weißen 1935 der Aufstieg in die 1. Tschechoslowakische Liga. Die Mannschaft hatte die mährisch-schlesische Liga gewonnen, musste aber noch durch ein Qualifikationsturnier, in dem aufgrund der Erweiterung der Liga von 12 auf 14 Vereine vier von fünf Mannschaften aufsteigen sollten. Die Saison begann für die Brünner hoffnungsvoll, schließlich wurde man mit 21 Punkten aus 26 Spielen Tabellenzehnter. In den Derbys gegen den SK Židenice verlor man mit 1:2 und 2:6. In ihrem zweiten Erstligajahr gelang Moravská Slavia nur ein 1:1 gegen den SK Kladno und ein 2:1 gegen Viktoria Pilsen. Deutlich abgeschlagen wurde die Mannschaft letzter und musste absteigen. Auch die folgende Saison 1937/38 verlief wenig erfolgreich. Nur durch eine bessere Tordifferenz konnte der Abstieg aus der mährisch-schlesischen Liga vermieden werden, letztlich wurde er nur um ein Jahr aufgeschoben. Unter der deutschen Regierung hatte es Moravská Slavia als explizit tschechischer Verein besonders schwer und musste bis zum 31. Dezember 1939 seinen Platz in Pisárky räumen. Neue Heimat des Klubs wurde Královo Pole im Bereich des heutigen Stadions Srbská.
 Nach dem Zweiten Weltkrieg begann der Klub in der viertklassigen I.B třída und stieg bald in die I.A třída auf. 1949 fusionierte er mit Sokol GZ Královo Pole, faktisch war es eine Übernahme, Moravská Slavia hörte auf zu existieren. Zu einer Neugründung kam es im Dezember 1965. Da der neue Klub weder eine eigene Mannschaft noch ein eigenes Stadion hatte fusionierte er mit TJ Slovan Staré Brno. Ab der Saison 1969/70 spielte Moravská Slavia in der Divize, der damals wie heute vierthöchsten Spielklasse, die man bis 1977 halten konnte. 1982 folgte der Abstieg in die sechste Liga (I.A třída), es folgte der sofortige Wiederaufstieg.
Nach der samtenen Revolution kam es 1993 zu einer Ausgliederung der Fußballabteilung, die nun als eigenständiger Verein unter der Bezeichnung SK Moravská Slavia Brno - fotbal antritt, im Volksmund aber immer noch Morenda genannt wird.

### Statistik
- 1. Tschechoslowakische Liga 1935/36:

| Liga        | Platz     | Spiele | Siege | Remis | Niederlagen | Tore  | Punkte |
| Státní Liga | 10. Platz | 26     | 7     | 7     | 12          | 42:60 | 21     |

- 1. Tschechoslowakische Liga 1936/37:

| Liga        | Platz     | Spiele | Siege | Remis | Niederlagen | Tore  | Punkte |
| Státní Liga | 12. Platz | 22     | 1     | 1     | 20          | 19:94 | 3      |

## Stadien

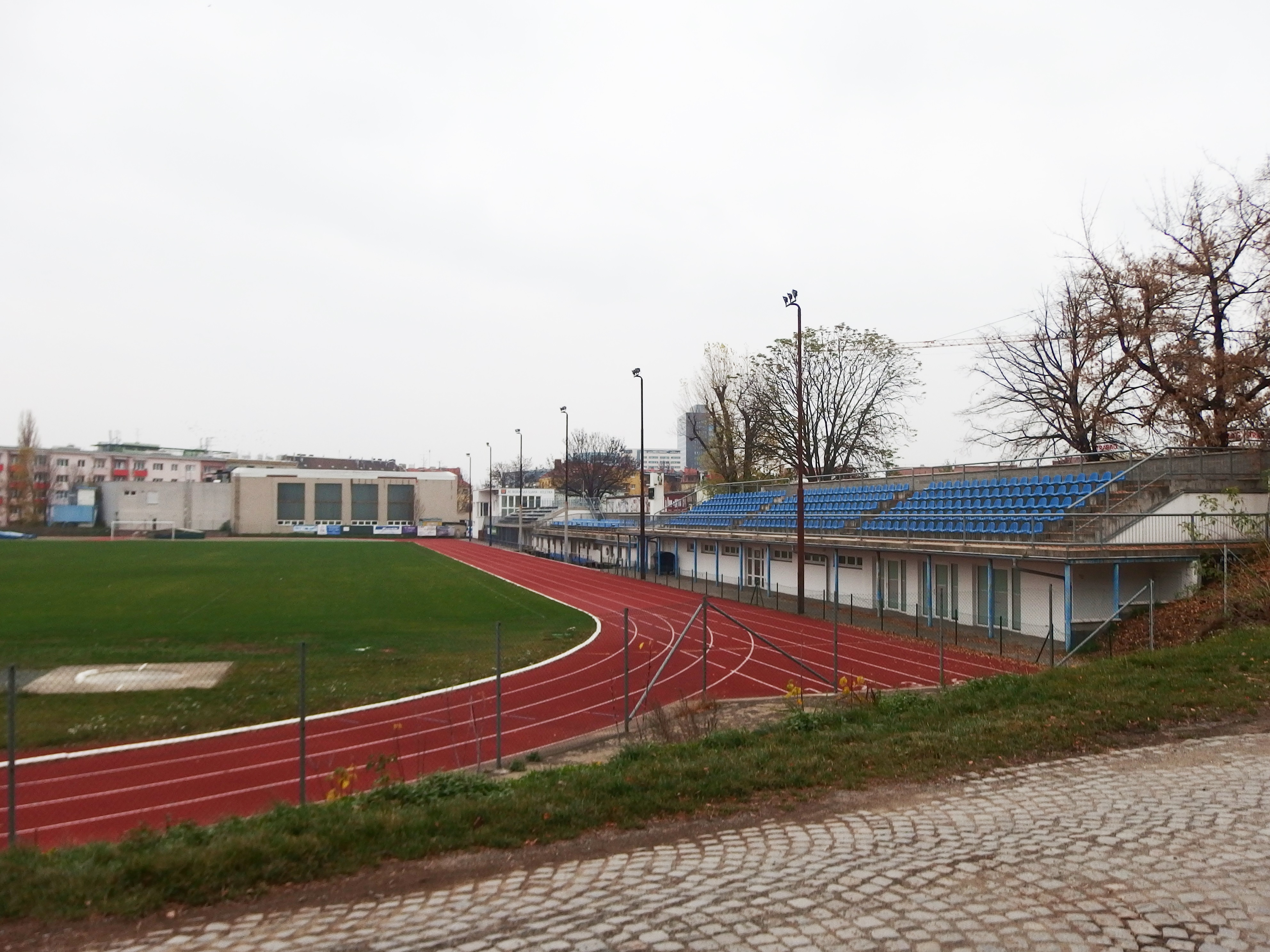
Stadion in Vojtova Straße

- Žabovřesky (1908 bis 1913)
- Siedlung Tábor (1913 bis 1919)
- Pisárky (1919 bis 1939)
- Královo Pole (1940 bis 1948)
- Vojtova ulice (1965 bis heute)

## Bekannte ehemalige Spieler
- Rudolf Kubesch (Mittelfeld, vormals Wiener AC)
- Jiří Řitička (Torwart, ein Länderspiel 1936)

## Vereinsnamen
- 1906 SK Moravská Slavia Brno
- 1948 Sokol Moravská Slavia Brno
- 1949 Fusion mit Sokol GZ Královo Pole (faktisches Ende des Klubs)
- 1965 TJ Moravská Slavia Brno (Neugründung)
- 1966 Fusion mit TJ Slovan Staré Brno
- 1993 SK Moravská Slavia Brno - fotbal